# ダートマス奇襲 (1749年)
1749年のダートマス奇襲（1749ねんのダートマスきしゅう、Raid on Dartmouth）は、1749年9月30日、ル・ルートル神父戦争の最中に起こった襲撃で、ミクマク族の武装勢力が、シグネクト地峡の製材所を襲ったものである。ミクマク族は製材所労働者4人を殺し、2人を負傷させた。この奇襲は、ル・ルートル神父戦争中に、インディアンとアカディア人によって、シグネクト地峡で行われた襲撃の一つである。

## 歴史的背景

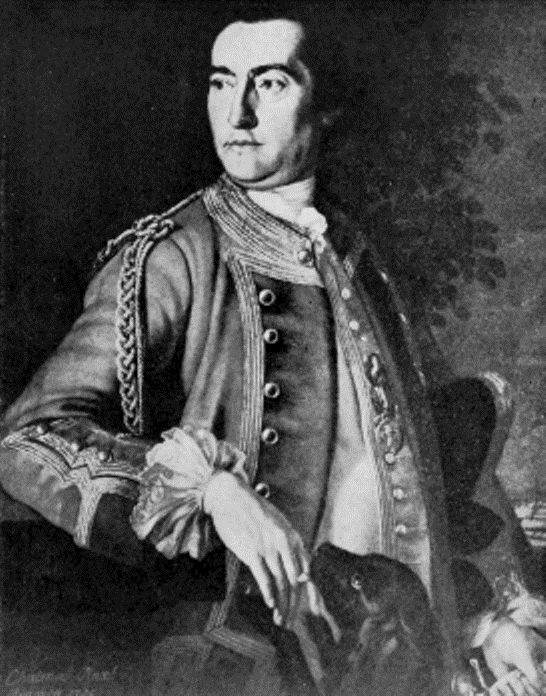
エドワード・コーンウォリス

1710年のポートロワイヤルの戦いで、アカディア（ノバスコシア）がイギリス領となったにもかかわらず、この地はカトリックのアカディア人とミクマク族とが主に支配しており、1749年6月21日、エドワード・コーンウォリスが、ハリファクスの町を建設するべく、13隻の輸送船と共に到着したのがもとでル・ルートル神父戦争が勃発した 。ハリファクスの建設は一方的なものであり、この時イギリス軍は、1726年、ラル神父戦争後に、ミクマク族とかわした条約を踏みにじった 。イギリスは、ミクマク族や、アカディア人やフランスの攻撃に供え、ハリファクス以外にも新教徒のための町を作り、ハリファクス、ダートマス、ベドフォード（サックヴィル砦）、ルーネンバーグ、ローレンスタウンに砦を築いた。
ミクマク族は、かつての合意をイギリスが破棄し、何ら折衝もないまま、ハリファクスが建設されるのを目の当たりにした。1749年9月24日、自分たちと折衝を行おうともせずに、入植地の計画を立てるイギリスに対し、ミクマク族は正式に交戦を宣言した。

## 奇襲
1749年の9月30日、ダートマスで木を伐採していた6人の男を、約40人のミクマク族が攻撃した。その場で4人がその場で殺され、1人は捕囚され、1人は逃げた。そのうち2人は頭皮を剥がれ、他は首を切られた。この攻撃は、ダートマス湾の製材所で、少佐のジルマンの指揮で行われたものであった。イギリス軍の命令を受けたレンジャー部隊がミクマク族のあとを追い、彼らのうち2人の首を切り落とし、1人の頭皮を剥いだ。

## その後の展開

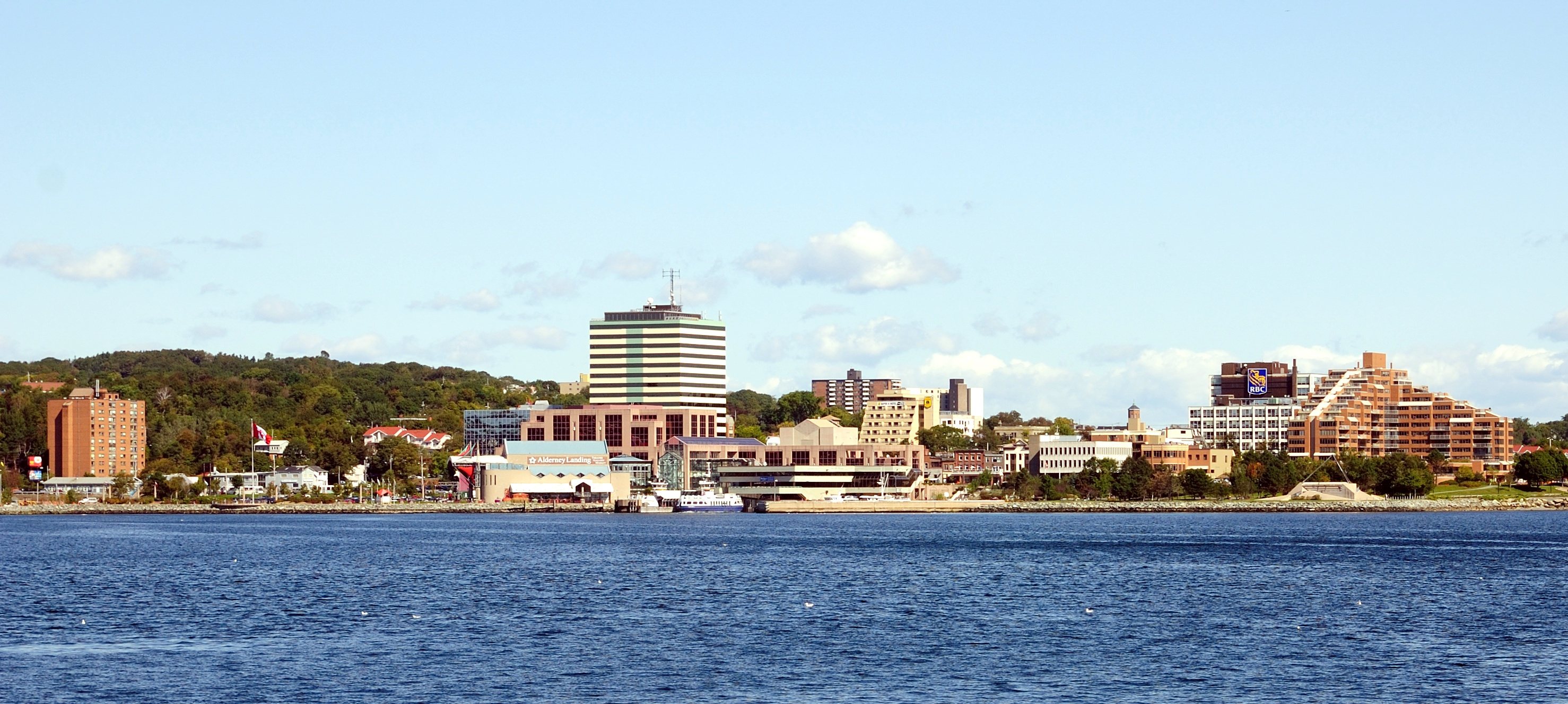
ダートマス市街（2008年撮影）

この奇襲の結果を受けて、1749年10月2日、コーンウォリスはすべてのミクマク族の首に賞金を懸けた。そして、ミクマク族が、イギリス人の頭皮に対して、フランス軍から得ていたのと同じ金額を、ミクマク族1人あたりの頭皮にかけ、アメリカンレンジャーズにその賞金を支払った。また、この仕事を達成するため、2つの小隊が召集された。1つは大尉フランシス・バルテロの隊、もう1つはやはり大尉のウィリアム・クラプハムの隊で、この2つの部隊は、ジョン・ゴラム隊と共に活動し、ハリファクス近辺でミクマク族を捜しまわった。
1750年6月、ミクマク族はダートマスで作業をしていた7人の男を殺して頭皮を剥いだ 。8月にはオルダニー号で到着した353人の人々が、ダートマスの町の建設を始め、その年の秋に町のほとんどが出来上がった。翌月、1750年9月30日にダートマスは再びミクマク族の攻撃を受け、5人以上の住民が殺された。10月には約8人の男が「気晴らしに野鳥を撃ちに出かけ、インディアンに攻撃された。インディアンは彼らをすべて捕らえ、頭皮を大きなナイフで剥いでそれを身に付け、死体を海に投げ捨てた…」
1751年の3月、ミクマク族はさらに2つの奇襲をかけた。その前2年間のとあわせ、全部で6回の奇襲があったことになる。3月には奇襲が2回行われたからである。 。その3ヶ月後の5月13日、ジョゼフ・ブルッサールは60人のミクマク族とアカディア人を率いてまたもダートマスに襲撃をかけた。これが1751年のダートマス奇襲である。

## イギリスへの反論
ミクマク族の歴史の研究家であるダニエル・N・ポールは、この奇襲に関してのイギリス側の数字を信用していない。ポールは、ミクマク族が丸腰の木こりを襲う可能性はないとし、それどころか、木こりの方がミクマク族よりも武装していたであろうと仮定している。ポールはまた、ミクマク族が自分たちの土地を守るために軍事行動を起こすのは当然であると断言している。著書We Were Not the Savagesで、ポールはこう書いている。
ここで考えるべき問題は、なぜ「無防備な」イギリス人の一団が、戦時中であると言うのに、軍の保護もなしに森に入って木を切ったのか、なぜこのようにすきだらけだったのかという点だ。もし本当に軍が守りもしなかったのであれば、イギリスの士官たちは、大いに無能であったと思われる。
この話がプロパガンダでなく事実であれば、軍が保護することもなしに木を切ったのは、無防備だったからではなく、木こりたちが、ミクマク族と同じくらいの武装で仕事に臨んでいたからだと言う、より信憑性の高い理由が必要になってくる。恐らく、木こりたちが武装していたというのは事実だろう。これは当然な話である。木こりたちには木を切るための斧がある、それだけでも立派な武器で、相手を殺すに十分である。そして恐らく、ミクマク族のほとんどの武器の大部分よりも頼りになる武器である。
ミクマク族がいかなる奇襲を行ったとしても、イギリス人たちは、彼らを襲撃して土地を奪ったのだから、コーンウォリスと部下たちは、彼らの仕返しに対して、あのように無礼な態度、野蛮な反応を示すべきではなかった。自らの土地と自由を取り戻すため、ミクマク族は高い代償を払ったのである。

### 一次出典
- A genuine narrative of the transactions in Nova Scotia since the settlement, June 1749, till August the 5th, 1751 [microform] : in which the nature, soil, and produce of the country are related, with the particular attempts of the Indians to disturb the colony / by John Wilson
- Expeditions of Honour: The Journal of John Salusbury in Halifax edited by Ronald Rompkey - 1982

### 二次出典
- Landry, Peter.  The Lion & The Lily.  Vol. 1, Trafford Publishing, Victoria, B.C., 2007.
- Rompkey, Ronald. Editor.  Expeditions of Honour: The Journal of John Salusbury in Halifax, Nova Scotia, 1749-53.  University of Delaware Press, Newark, 1982.
- Grenier, John. The Far Reaches of Empire.  War in Nova Scotia, 1710-1760. University of Oklahoma Press, Norman, 2008. pp. 154–155
- Murdoch, Beamish.  A History of Nova Scotia, Or Acadia.  Vol 2. BiblioBazaar, LaVergne, TN, 2009. pp. 200–201
- Thomas  Akins. History of Halifax, Brookhouse Press. 1895. (2002 edition)
- Harry Chapman. In the Wake of the Alderney.
- John Faragher. Great and Nobel Scheme. Norton. 2005.